# Paus Adeodatus I
Adeodatus I, ook wel Deusdedit genoemd (Rome, geboortedatum onbekend - aldaar, 8 november 618) was de 68ste paus van de Rooms-Katholieke Kerk. Hij volgde Bonifatius IV op als paus op 19 oktober 615 en bekleedde dit ambt tot zijn dood in 618.
Tijdens zijn pontificaat waren de gebieden die door de Longobarden waren veroverd in een relatieve vrede en ook onderling tussen de Longobarden heerste verstandhouding. Er waren wel veel problemen tijdens zijn pontificaat: door de vele gevechten groeide er een gevoel van intolerantie en afschuw jegens het Byzantijnse Rijk, verder ontstonden zich steeds verder verspreidende burgerlijke opstandjes en in Napels nam een zekere Johannes van Compsa de macht over en eiste zijn onafhankelijkheid van keizer Heraclius (dit werd snel door de keizer de kop ingedrukt en onderweg kreeg men van de paus nog een hartelijke ontvangst).
Sint-Adeodatus staat ook wel bekend om zijn gulle daden en medeleven met het volk. Als een goede herder van zijn kudde bezocht hij aan huis zieke pestlijders na pestuitbraak in 616, alsook slachtoffers van een aardbeving en gaf veel van zijn rijkdom af.
Er wordt ook gezegd dat hij de eerste paus was die loden zegels (bullae) gebruikte voor pauselijke documenten. Er is er nog een van hem bewaard, een persoon (de paus) als een herder tussen zijn schapen, met de Alpha en de Omega onderaan.
Volgens sommige bronnen was Adeodatus een benedictijner monnik, maar hier is geen bewijs voor. Het schijnt dat Adeodatus erg gesteld was op seculiere geestelijkheid en hier, na zijn dood, veel geld aan heeft nagelaten.
Hoe Adeodatus overleden is, is niet bekend. Vermoed wordt wel dat hij eveneens aan de pest stierf. Hij geldt als heilige, wiens feestdag 8 november, zijn sterfdag, is.
Cursief: tegenpaus